# Gottfried Deininger
Gottfried Deininger (né le 11 septembre 1898 à Wörishofen et mort le 20 août 1968 à Augsbourg) est un homme politique allemand (SPD).

## Biographie
Après avoir étudié à l'école primaire et professionnelle, Deininger fait un apprentissage en tant que laitier. En 1916, il est enrôlé dans la Première Guerre mondiale en tant que soldat et est grièvement blessé. En raison de sa grave blessure, il doit changer de profession et, à partir de 1922, travaille comme secrétaire de district de l'Association du Reich des parents handicapés et survivants de guerre pour le district de Souabe jusqu'à sa destitution par les nationaux-socialistes. De 1933 à 1945, il est arrêté quatre fois pour des raisons politiques, la dernière étant à Dachau. Après la guerre, Deininger devient chef de l'Association du district d'Augsbourg-Campagne District en juin 1945, et un peu plus tard, il devient commissaire aux réfugiés pour la ville et l'arrondissement d'Augsbourg. En 1947, il devient finalement chef du département des affaires des réfugiés, de la gestion du logement et du partage des charges au sein du gouvernement de Souabe. De 1958 à 1966, il est membre du Landtag de Bavière. En 1962, il est élu directement dans une circonscription d'Augsbourg.